# Boïnitsa (obchtina)
Pour l’article homonyme, voir Boïnitsa.
La commune de Boïnitsa (en bulgare Община Бойница - Obchtina Boïnitsa) est située dans le nord-ouest de la Bulgarie.

## Géographie
La commune de Boïnitsa est située dans le nord-ouest de la Bulgarie, le long de la frontière avec la Serbie et à 215 km au nord-nord-ouest de la capitale Sofia.
Son chef lieu est la ville de Boïnitsa et elle fait partie de la région administrative de Vidin.

## Administration

### Structure administrative
La commune compte 9 villages (1575 habitants en 2008) :
| - village de Boïnitsa - 620 hab. - village de Borilovéts - 282 hab. - village de Chichéntsi - 172 hab. - village de Chipikova makhala - 7 hab. - village de Gradskovski kolibi - 76 hab. | - village de Kanits - 16 hab. - village de Khalovski kolibi - 0 hab. - village de Périlovéts - 95 hab. - village de Rabrovo - 461 hab. |

### Maires
- 1995-1999 Bogdan Tsokov (Indépendant)
- 1999-2003 Bogdan Tsokov (EGB)
- 2003-2007 Bogdan Tsokov (SDB)
- 2007-20.. Anéta Guéntchéva (MNS)